# Степове (Хрустальненська міська громада)
Степове́ (Роза Люксембурґ/Rosa-Luxemburg) — селище в Україні, в Хрустальненській міській громаді Ровеньківського району Луганської області. Населення становить 152 особи. Орган місцевого самоврядування — Іванівська селищна рада.

## Географія
Загальна площа селища — 0,16 км². Селище розташоване за 35 км від Антрацита. Найближча залізнична станція — Штерівка, за 5 км. Селищем протікає річка Мало-Кріпенка.

## Історія
До 1917 року — Катеринославська губернія, Слов'яносербський повіт; у радянський період — Іванівський та Краснолуцький райони. Лютеранське село на орендованій землі, засноване в 1905 році. Складалося з двох хуторів — Фромандійєр № 1 і Фромандійєр № 2. Лютеранська парафія Ростов-Луганськ. Землі 933 десятини.
7 (20) листопада 1917 року, відповідно до Третього Універсалу Української Центральної Ради, увійшло до складу Української Народної Республіки.  

## Населення
Жителів: 60 (1905 рік), 150 (1919 рік), 154 — з них 117 німців, 57 — з них 54 німці (1926 рік).
За даними перепису 2001 року населення селища становило 152 особи, з них 54,61 % зазначили рідною українську мову, а 45,39 % — російську.

## Соціальна сфера
У селищі діє медичний пункт. Поселення електрифіковане.